# Kristi himmelsfärds kyrka, Kulpin
Kristi himmelsfärdskyrka (serbisk kyrilliska: Црква Вазнесења Господњег; latinska: Crkva Vaznesenja Gospodnjeg) är en serbisk-ortodox kyrkobyggnad belägen i byn Kulpin, i staden Bački Petrovac i provinsen Vojvodina, i norra Serbien.
Kyrkan är helgad åt Kristi himmelsfärd och tillhör Bačkas stift.

## Historik
Kristi himmelsfärds kyrka i Kulpin började att byggas år 1809 och stod klar 1813, då den ersatte en tidigare kyrka av trä.

## Kyrkan
- Kyrkan är byggd i barockstil.[2]
- Korset på klocktornet fick rivas den 18 juli 2021 i samband med en storm och hård vind.[3]
- Ikonostasen målades av målaren Jovan Klajić från Vojvodina.[2]

## Bilder

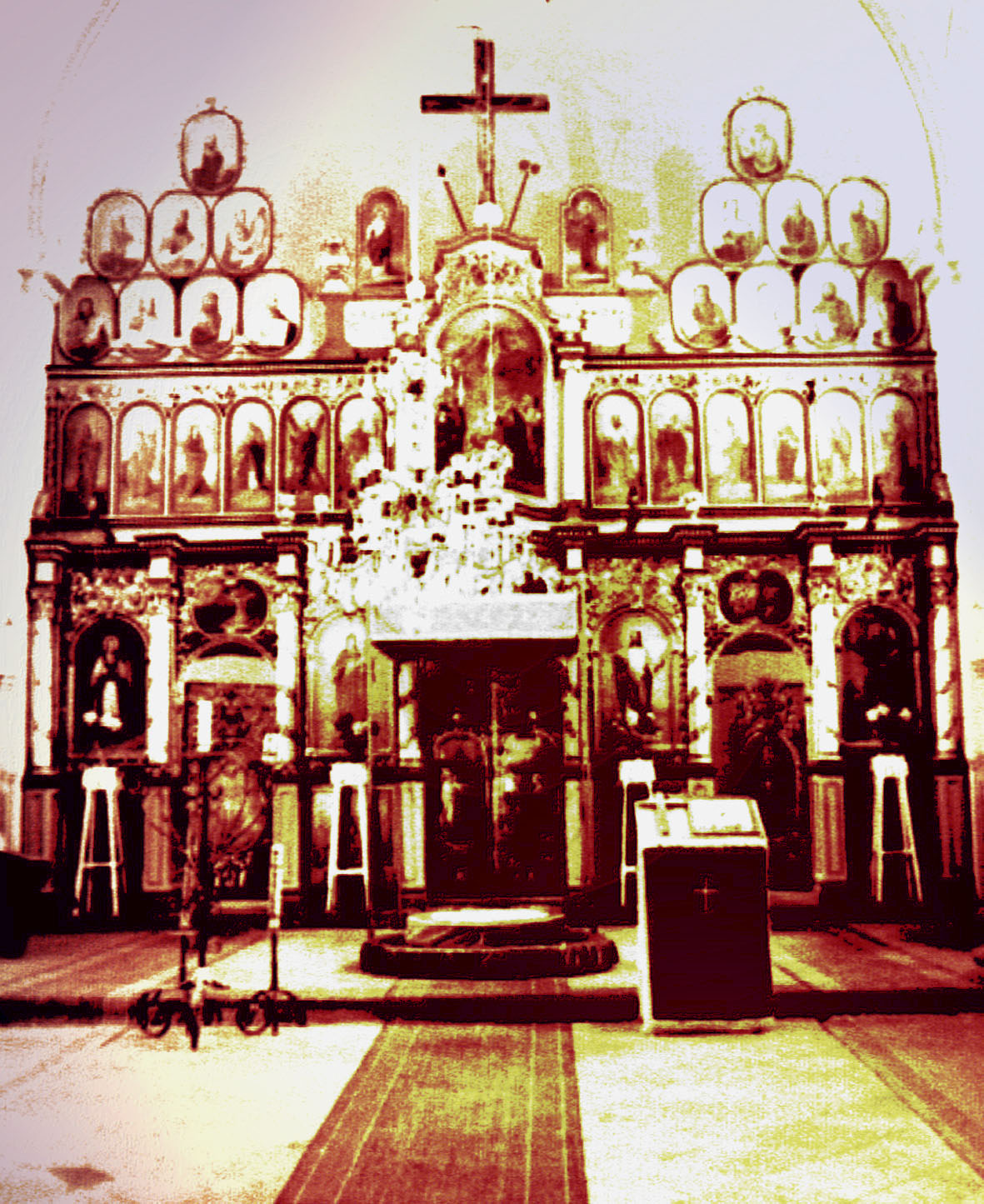
Kyrkans interiör mot ikonostasen.